# Maxey Castle
Maxey Castle är ett slott i Storbritannien.   Det ligger i kommunen City of Peterborough i riksdelen England, i den sydöstra delen av landet, 130 km norr om huvudstaden London. Maxey Castle ligger 12 meter över havet.
Terrängen runt Maxey Castle är platt. Runt Maxey Castle är det tätbefolkat, med 427 invånare per kvadratkilometer. Närmaste större samhälle är Peterborough, 11,6 km sydost om Maxey Castle. Trakten runt Maxey Castle består till största delen av jordbruksmark.